# Постниково (Кемеровская область)
По́стниково — село в Ижморском районе Кемеровской области. Является административным центром Постниковского сельского поселения.
23 апреля 2020 года в результате масштабного пожара в селе сгорело 22 жилых дома. Пострадавших нет.

## География
Центральная часть населённого пункта расположена на высоте 192 метров над уровнем моря.

## Население
По данным Всероссийской переписи населения 2010 года, в селе Постниково проживает 503 человека (233 мужчины, 270 женщин).